# 白土镇 (肇庆市)
白土镇，是中华人民共和国广东省肇庆市高要区下辖的一个乡镇级行政单位。

## 行政区划
白土镇下辖以下地区：
白联社区、圩镇社区、大旗村、富科村、洲龙村、下灶村、雅瑶村、新村、中岗村、蝉坑村、南岗村、东岸村、沿塱村、马安村、冷水一村、冷水二村、横岗村、长坑村、乐堂村、竹山村、九山村、桂岗村、幕村、朗鹤村、长塘村、下山村、大辂头村、久留村、茆山村和罗有村。